# Košťany nad Turcom
Košťany nad Turcom (węg. Kostyán) – wieś (obec) w północnej Słowacji, w powiecie Martin, w kraju żylińskim.

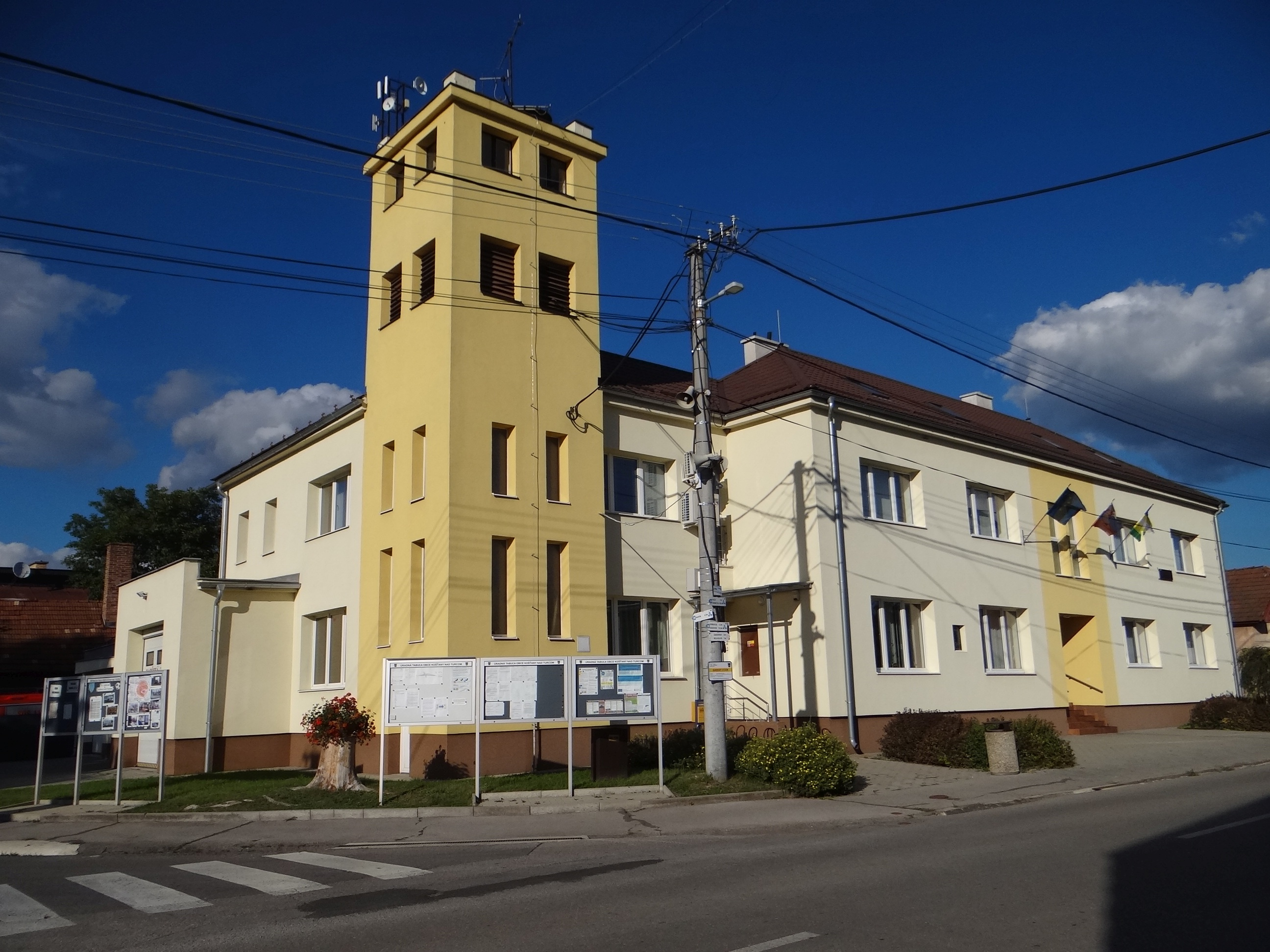
Urząd gminy i remiza strażacka

## Położenie
Leży w Kotlinie Turczańskiej, na prawym brzegu Turca, ok. 4 km na południe od Martina. Wschodnim skrajem wsi biegnie droga krajowa nr 65 oraz linia kolejowa Vrútky – Horná Štubňa. Na południe od wsi niewielkie lądowisko dla samolotów sportowych.

## Historia
Pierwsze wzmianki o Košťanach, notowanych jako villa Coschan pochodzą z 1323 r. Były jedną z wielu w tym rejonie wsi „olejkarsko-szafranickich”: jej mieszkańcy zajmowali się handlem przyprawami (m.in. szafranem) oraz olejkami i różnymi innymi leczniczymi specyfikami domowego wyrobu. Ze swoimi wyrobami docierali m.in. do Holandii, na Litwę i daleko w głąb Rosji. Uprawiali owies, ziemniaki i len, a także drzewa owocowe. Zajmowali się też tkaniem płótna, wyrobem chodników i tłoczeniem oleju lnianego. Po zniesieniu poddaństwa w 1848 r., a zwłaszcza po likwidacji organizacji cechowych w 1872 r., mieszkańcy wsi zajęli się rzemiosłem. Popularna była produkcja wyrobów z drewna (stolarstwo, kołodziejstwo) i wyrobów skórzanych (szewstwo, kożusznictwo, rymarstwo). Po 1875 r., kiedy uruchomiono linię kolejową z Vrútek do Zwolenia (tzw. Kolej Zwoleńska), wielu mieszkańców znalazło pracę na kolei, a w latach międzywojennych – w powstających zakładach przemysłowych Martina. W czasie II wojny wieś odgrywała znaczącą rolę w miejscowym ruchu oporu.
27 czerwca 1887 r. miał miejsce największy pożar w dziejach wsi, kiedy spłonęło 17 domów mieszkalnych i 24 zabudowania gospodarcze. Największa powódź nawiedziła Košťany w dniach 25-26 lipca 1960 r., kiedy to z brzegów wystąpiły Turiec i uchodzący do niego potok Belianka oraz zerwany został most na Turcu z Koštian do Turczańskiego Piotra.

## Zabytki
Z zabytków należy wymienić rokokowo-klasycystyczny dwór (kasztel) z II połowy XVIII w., należący w przeszłości do zakonu jezuitów. Aż do lat po II wojnie światowej we wsi zachowało się wiele tradycyjnej, drewnianej zabudowy mieszkalnej, dopiero w ostatnich dziesięcioleciach zastępowanych nowymi, murowanymi domostwami.